# La Flamboyante
La Flamboyante, im Handel unter dem Markennamen Mairac ist eine Sorte des Kulturapfels.
Sie entstand 1986 am Centre des Fougeres der Forschungsanstalt Changins im Wallis durch Kreuzung der Sorten Gala und Maigold. Züchter war Charley Rapillard.

## Beschreibung
Die mittelgroßen Früchte sind kräftig rot gefärbt. Die durchschnittliche Farbdeckung beträgt 78 %.
Das Fruchtfleisch der Früchte ist sehr fest, saftig. Die hohen Zucker- und Säurewerte des Apfels geben ihm ein intensives Aroma.

## Geschichte
Der Apfel wurde seit 1986 gezüchtet und 2002 auf der Agrovina in Martigny in den Markt eingeführt. Antrag auf Sortenschutz wurde 2003 gestellt. In der Schweiz existiert seit 2004 ein Markenschutz. Kontrolliert wird La Flamboyante vom Unternehmen Varicom in der Schweiz. Im Jahr 2011 war der Markenname Mairac europaweit geschützt.

## Anbau
La Flamboyante beginnt mit der Blüte einige Tage vor Golden Delicious. Die Äpfel sind in Europa Ende September/Anfang Oktober zur selben Zeit wie Golden Delicious pflückreif. Das Erntefenster ist dabei vergleichsweise groß und beträgt beispielsweise in Südtirol zwei Wochen. Die Früchte müssen jedoch bis zur Genussreife noch länger gelagert werden. Der Baum hat gute Erträge. Der Apfel neigt zur Alternanz, diese lässt sich jedoch mit den Methoden des Erwerbsanbaus gut kontrollieren. Möglicherweise kann es zu Glasigkeit kommen. Die Anfälligkeit für Mehltau und Apfelschorf ist durchschnittlich. Im Kühllager hält sich La Flamboyante bis März, im CA-Lager kann er bis Juni gelagert werden.
Heiße Sommer verträgt La Flamboyante vermutlich nicht.